# Arquitectura herreriana

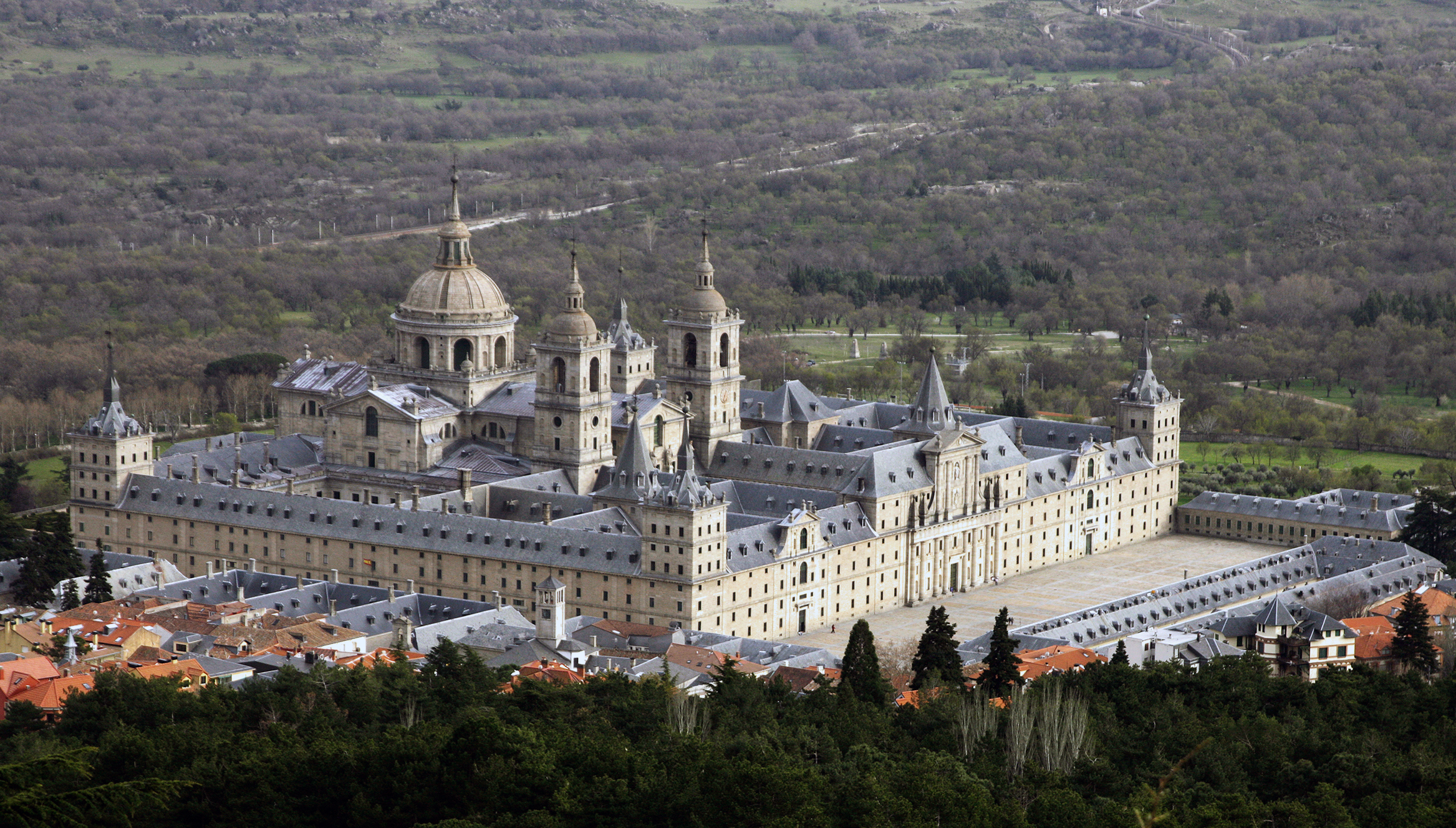
Monasterio de El Escorial, en el municipio madrileño de San Lorenzo de El Escorial. Es la obra cumbre de este estilo arquitectónico.

La arquitectura herreriana, estilo herreriano o estilo escurialense, también denominada por algunos autores manierismo clasicista, se desarrolló en España el último tercio del siglo XVI, coincidiendo con el reinado de Felipe II (r. 1556-1598), y continuó vigente en el siglo XVII, aunque transformado por las corrientes barrocas del momento. Se corresponde con la tercera y última etapa de la arquitectura renacentista española, que fue evolucionando hacia una progresiva depuración ornamental, desde el plateresco inicial hasta el purismo clásico del segundo tercio del siglo XVI y la absoluta desnudez decorativa que introdujo el estilo herreriano.
Se originó con la construcción del Monasterio de El Escorial y, más en concreto, con la reorganización del proyecto realizado por el arquitecto Juan de Herrera (1530-1597), tras la muerte de Juan Bautista de Toledo (1515-1567), autor del primer diseño.
Sus principales representantes son el citado Herrera, a quien el estilo debe su nombre, y Francisco de Mora (1553-1610), discípulo del anterior y artífice del Palacio Ducal de Lerma, otra de las obras clave de la arquitectura herreriana.

## Características

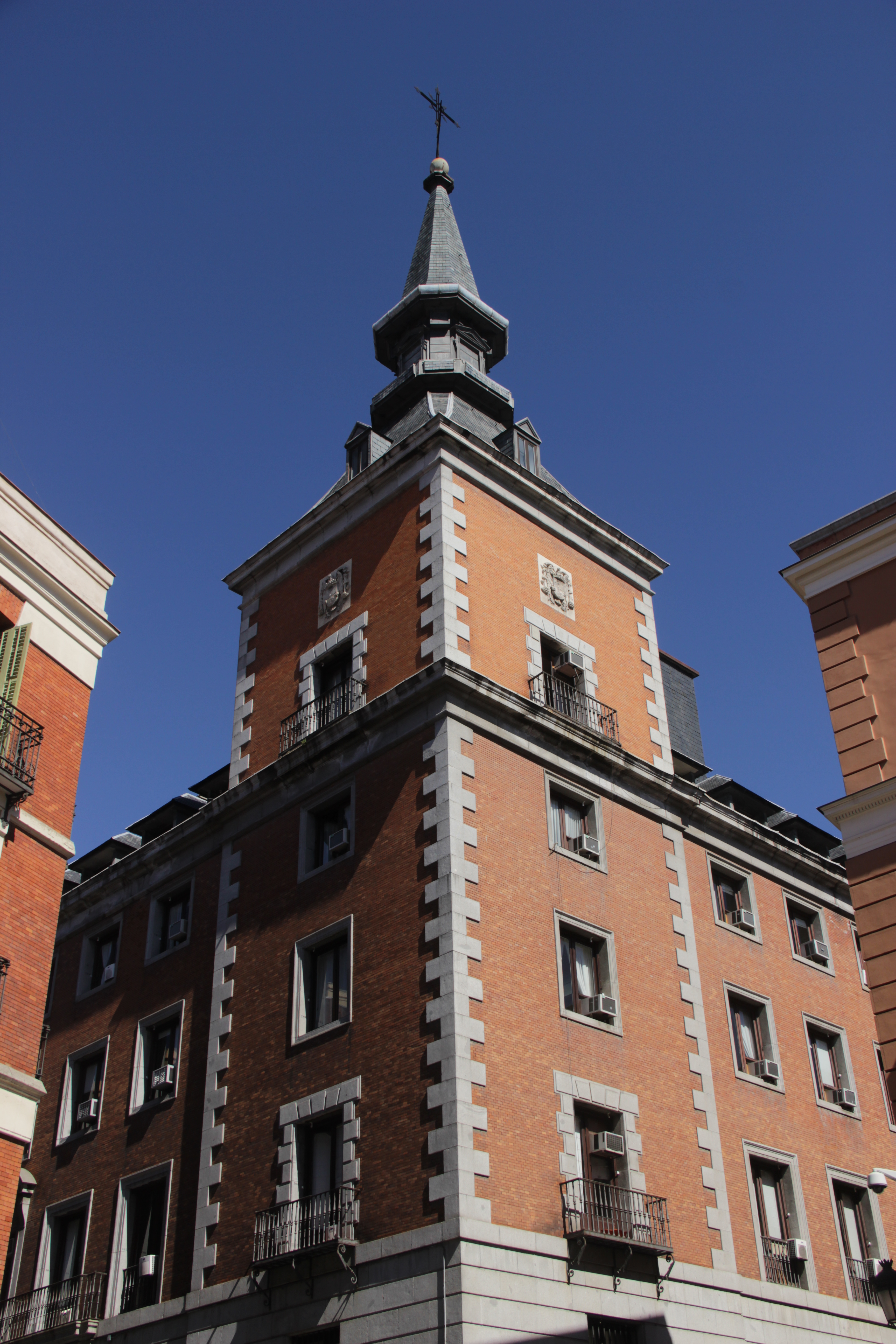
Palacio de Santa Cruz (Madrid)

La arquitectura herreriana, o el estilo herreriano se caracteriza por su rigor geométrico, la relación matemática entre los distintos elementos arquitectónicos, los volúmenes limpios, el predominio del muro sobre el vano y por la ausencia casi total de decoración, razón por la cual en su época era denominado estilo desornamentado. También es conocido como estilo escurialense, en alusión al edificio que sirve de paradigma a esta corriente arquitectónica.

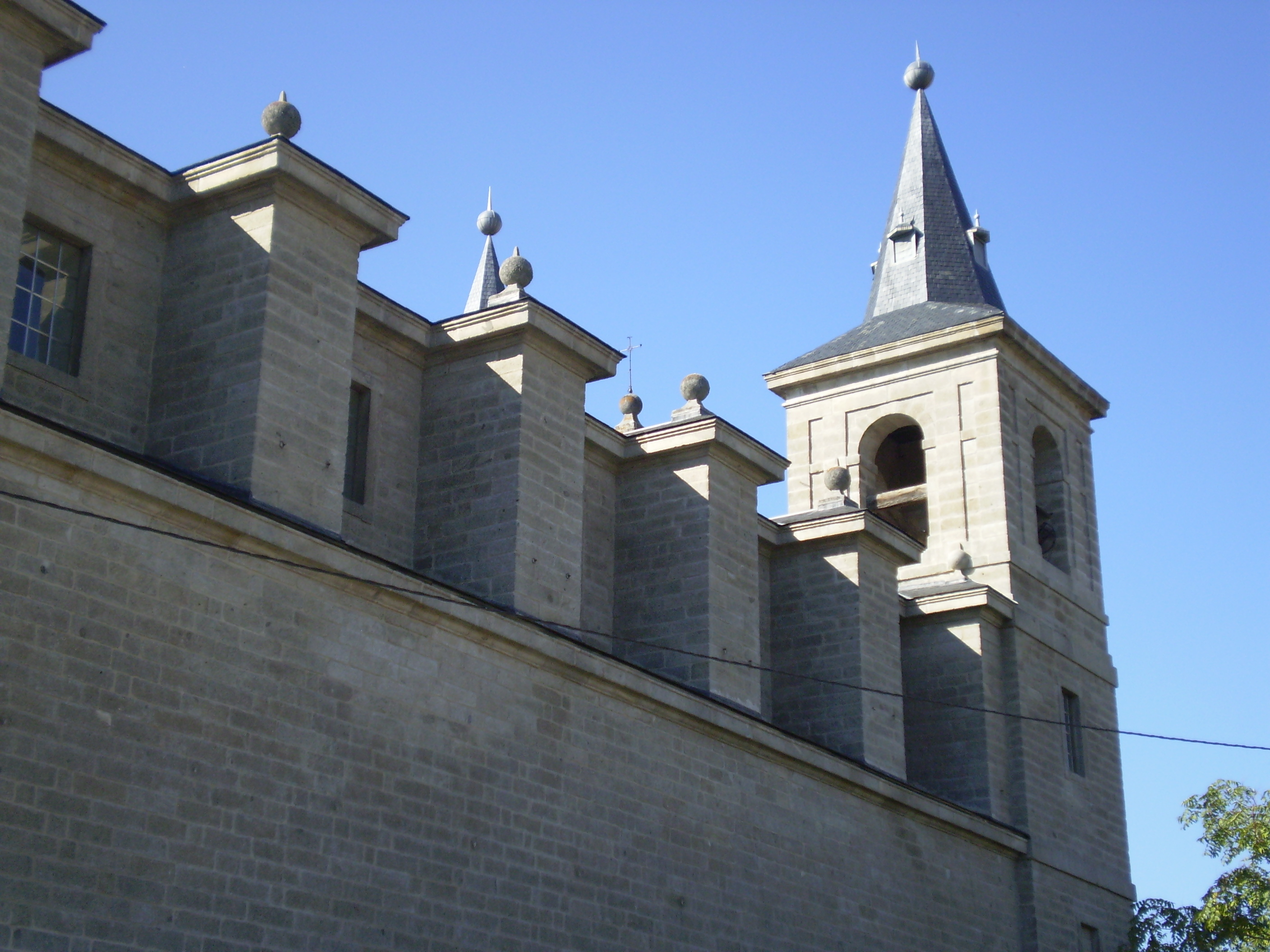
Lateral de la iglesia de San Bernabé (El Escorial, Madrid).

Los edificios herrerianos destacan por su severa horizontalidad, lograda gracias al equilibrio de las formas, preferentemente cúbicas, que se disponen simétricamente en la estructura. Por lo general, presentan cubiertas de madera revestidas al exterior de pizarra y torres laterales, rematadas en chapiteles cónicos o piramidales cuadrangulares terminados en punta, conocidos como chapiteles madrileños, que introducen un elemento de verticalidad y magnificencia, al tiempo que contribuyen a reforzar la sensación de simetría.
En otras ocasiones, no se busca tanto la horizontalidad como la voluminosidad, a la que se llega a través del juego geométrico de los diversos elementos arquitectónicos. Es el caso del modelo empleado en la construcción de iglesias parroquiales, con grandes fachadas, torres de planta cuadrangular y pesados contrafuertes.
Se trata, en la mayoría de los casos, de obras de gran tamaño, que se imponen en su entorno e impresionan por su austeridad y aire monumental.
En lo que respecta a los usos decorativos, estos se reducen el empleo de formas geométricas básicas, como esferas y pirámides. Desde un punto de vista sociológico, tal sobriedad surge como una respuesta al protestantismo, en consonancia con las directrices marcadas por el Concilio de Trento (1545-1563).

## Evolución histórica

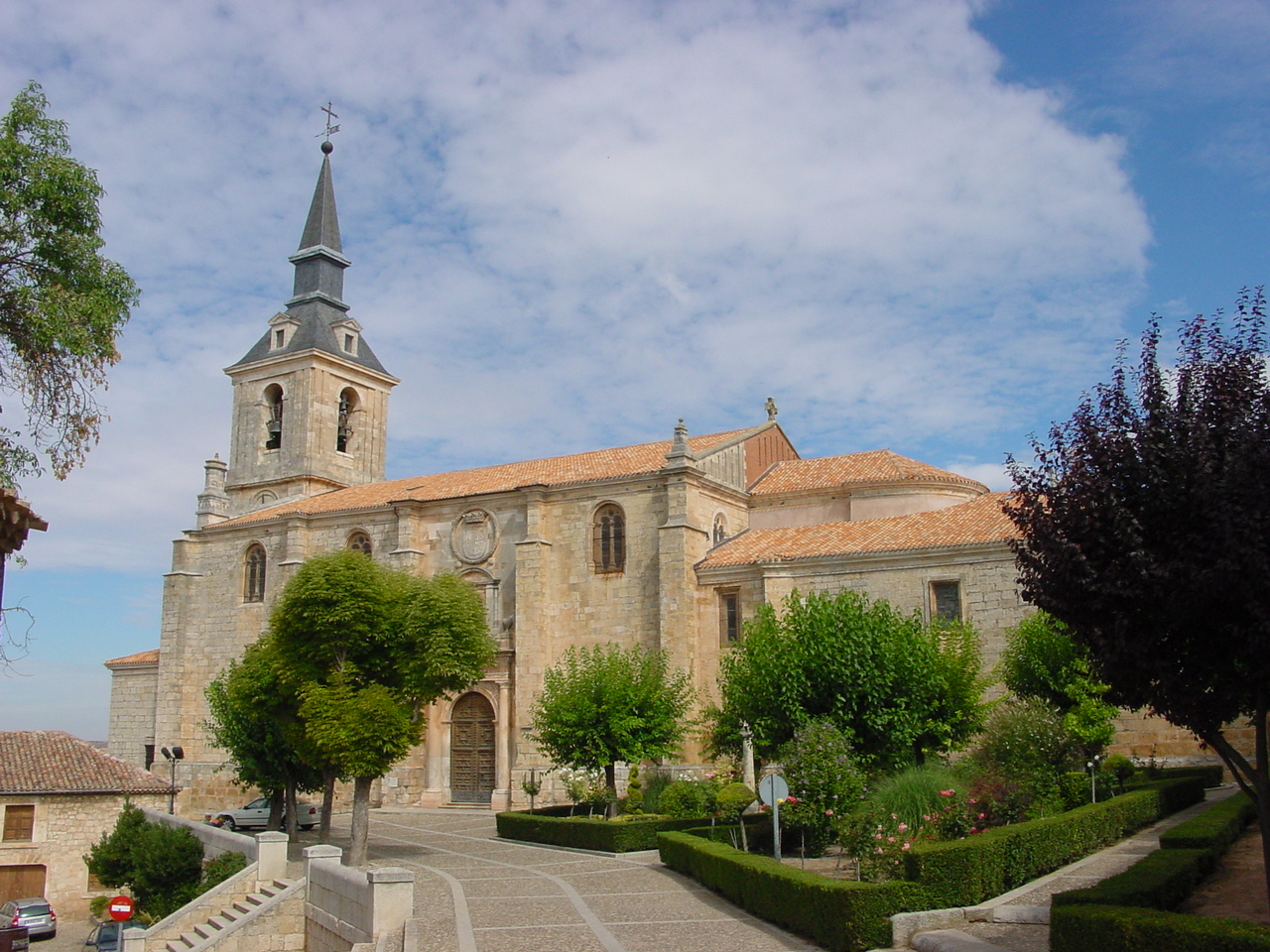
Colegiata de San Pedro en Lerma

El estilo herreriano fue la arquitectura oficial de los Austrias, a partir del reinado de Felipe II. El impacto sociopolítico que significó la construcción del Monasterio de El Escorial (1563-1584) facilitó su expansión. A ello contribuyó también el hecho de que Juan de Herrera fuera nombrado en 1579 inspector de monumentos de la corona.

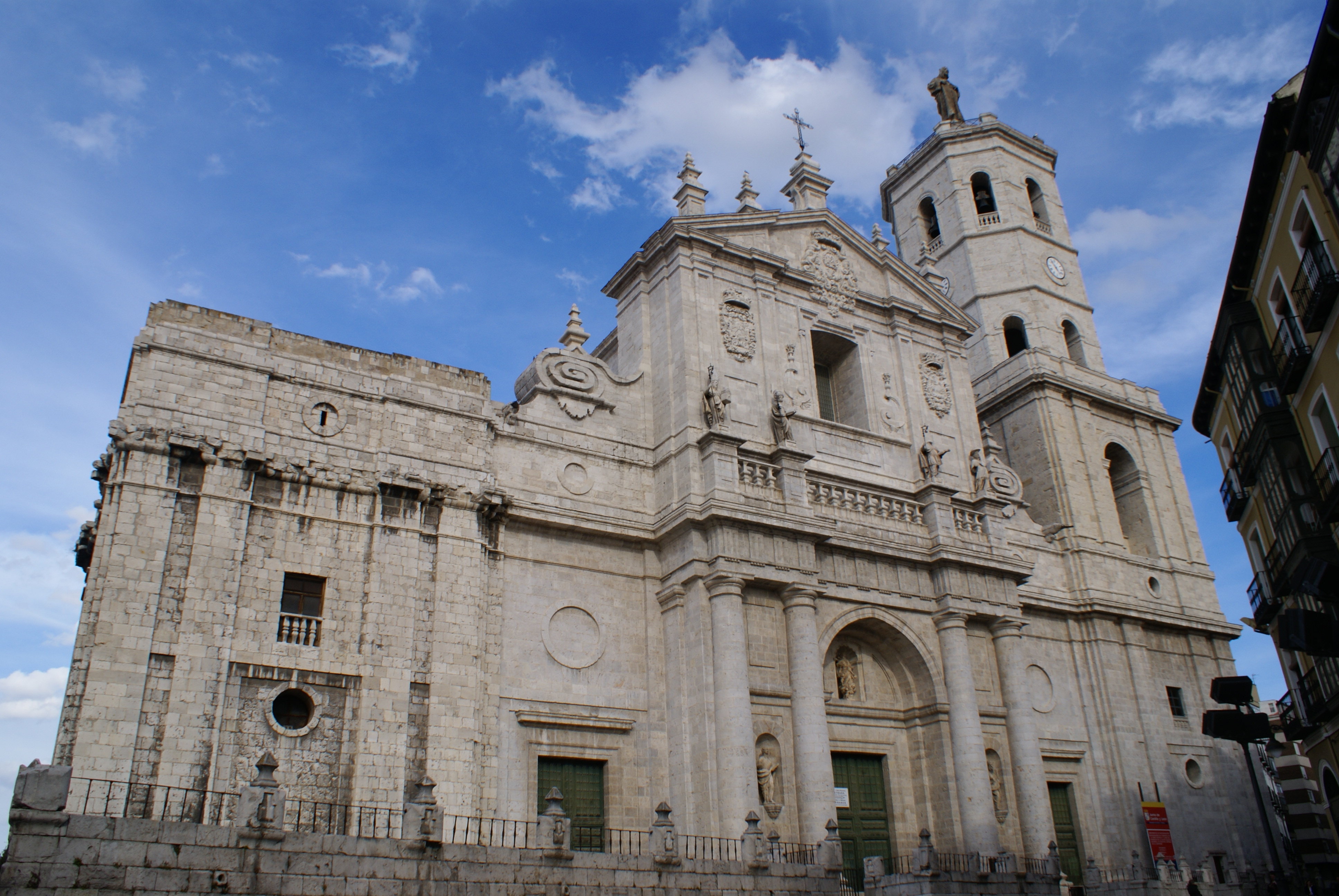
Catedral de Valladolid. Diseñada por Juan de Herrera en 1582.

El estilo se difundió primeramente por las comarcas madrileñas de la sierra de Guadarrama, situadas dentro del área de influencia del Monasterio de El Escorial, a través de dos vías: las obras directamente financiadas por la Casa Real y las promovidas por los municipios guadarrameños.
Al primer grupo corresponden infraestructuras como el Puente Nuevo, en Galapagar, y edificios de uso privado por parte de Felipe II, como la Casa Veleta, igualmente en la citada localidad, y el Real Aposento de Torrelodones, ambos desaparecidos. Fueron levantados para hacer más cómodos los desplazamientos del monarca desde Madrid hasta el Real Sitio de El Escorial.

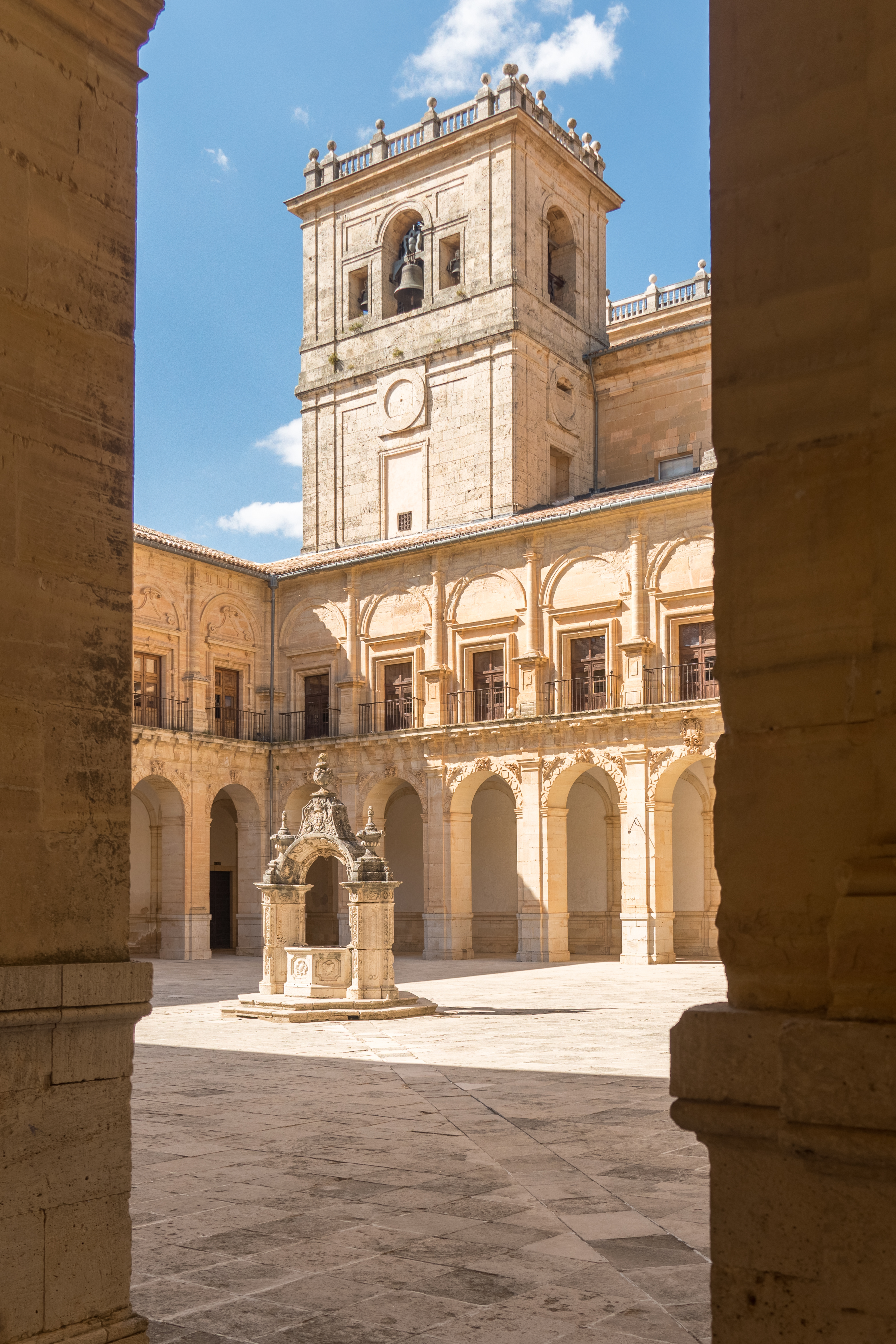
Monasterio de Uclés

En El Escorial, la Corona impulsó el desarrollo de diferentes planes urbanísticos y la construcción de la iglesia de San Bernabé, realizada por Francisco de Mora, uno de los colaboradores de Herrera en las obras del Real Monasterio.
La Casa Real también aprobó la concesión de beneficios a aquellos municipios que procediesen a la remodelación de sus principales edificios públicos y religiosos. Fruto de esta medida es el actual aspecto herreriano de las iglesias parroquiales de Valdemorillo y Navalagamella, las dos de origen medieval.
El estilo herreriano se extendió rápidamente por toda España y por América. Algunas obras representativas son la Catedral de Nuestra Señora de la Asunción (Valladolid) y el Puente de Segovia (Madrid), ambas diseñadas por Juan de Herrera; la iglesia del Monasterio de Uclés (Uclés, Cuenca), de Francisco de Mora; la Iglesia de San Sebastián (Villacastín, Segovia), atribuida a Rodrigo Gil de Hontañón; la Colegiata de San Luis (Villagarcía de Campos, Valladolid), del mismo autor; y el Colegio de Nuestra Señora de La Antigua (Monforte de Lemos, Lugo), de Simón de Monasterio. En América destacan la catedral del Cuzco, en Perú, obra Miguel de Gutiérrez Sencio, y la catedral de Puebla en la Nueva España, obra de Francisco Becerra y Juan Gómez de Trasmonte. 

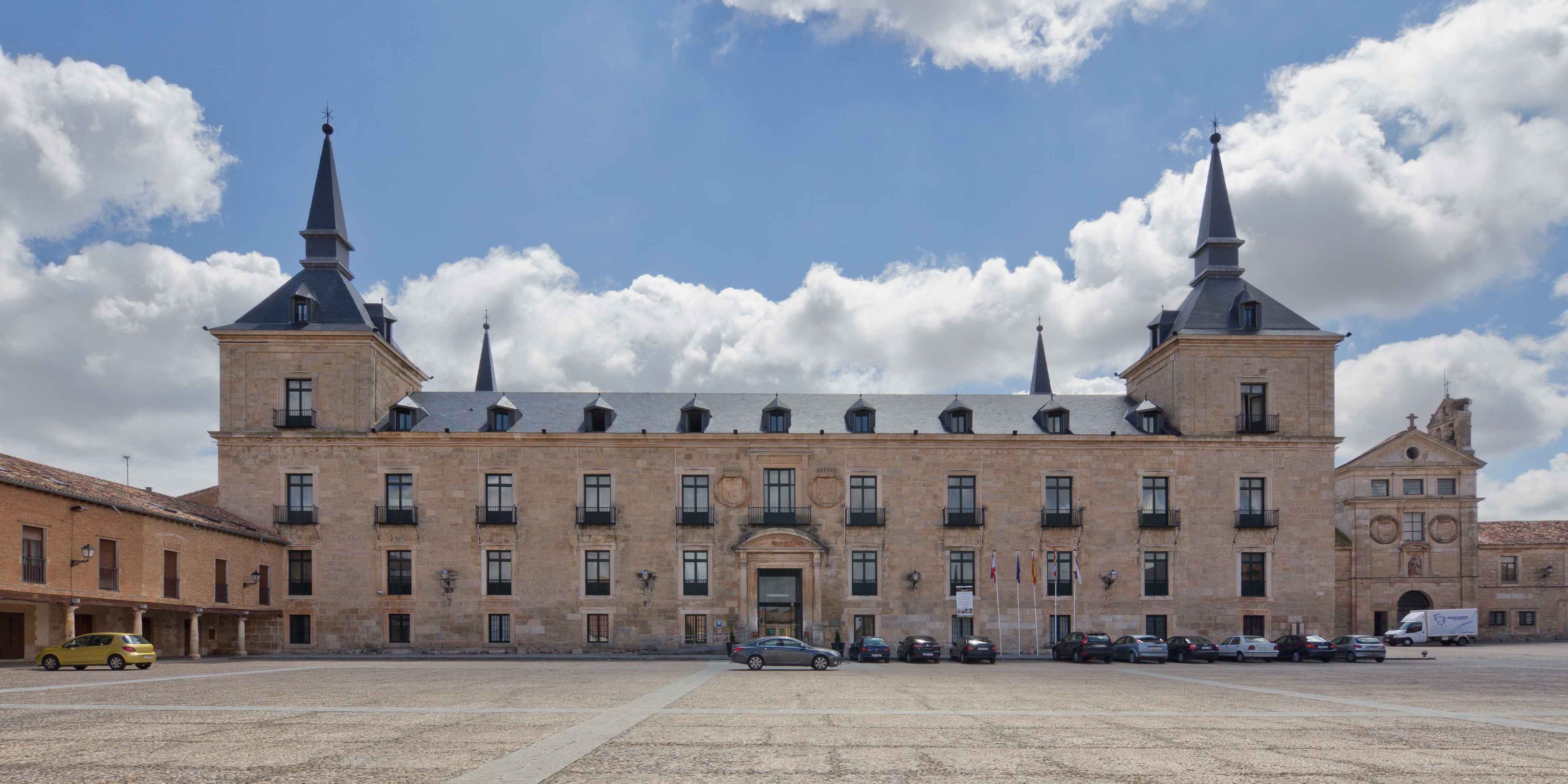
Palacio ducal de Lerma

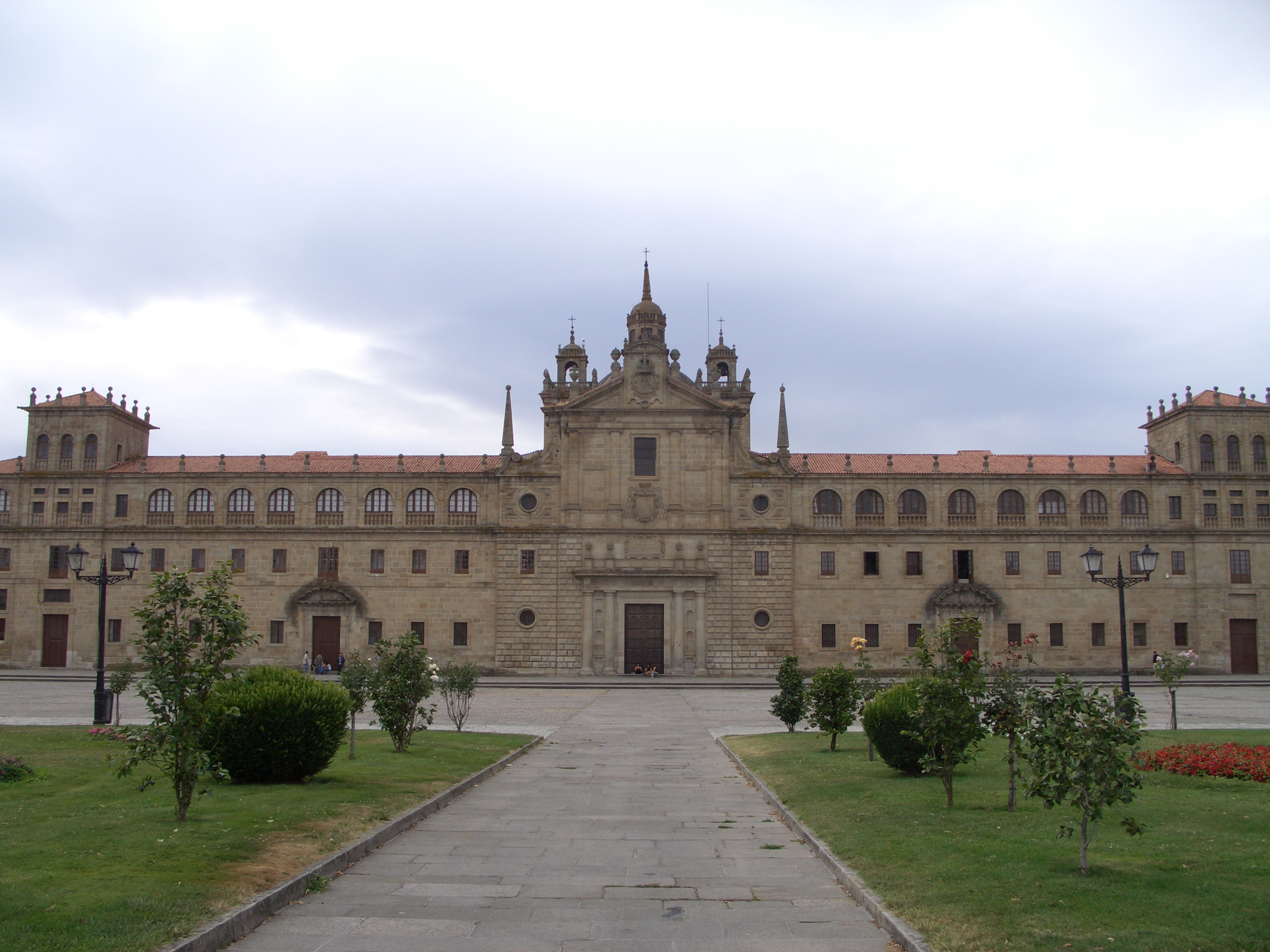
Colegio de Nuestra Señora de la Antigua en Monforte de Lemos

Mención especial merece el Palacio Ducal de Lerma (Burgos), que Francisco de Mora empezó en 1601. Supuso la asimilación del estilo herreriano por las incipientes corrientes barrocas del momento y el establecimiento de un modelo de arquitectura palaciega, que se repitió a lo largo de todo el siglo XVII.
La mayor parte de los edificios civiles erigidos en Madrid durante los reinados de Felipe III y Felipe IV siguieron las pautas arquitectónicas del citado palacio. Es el caso del Palacio de los Consejos, del Palacio de Santa Cruz y de la Casa de la Villa, todos ellos de factura barroca, pero con notables reminiscencias herrerianas.
La influencia del estilo herreriano también es visible en la expansión que, por separado, tuvo su característico chapitel piramidal, conocido como "chapitel madrileño", con cubiertas de pizarra. Este elemento fue adoptado por numerosas construcciones desde el siglo XVI, principalmente en los campanarios y cimborrios de las iglesias, aunque también en muchas construcciones civiles.
Los siglos XVIII y XIX significaron la decadencia de esta corriente arquitectónica.

### Arquitectura neoherreriana

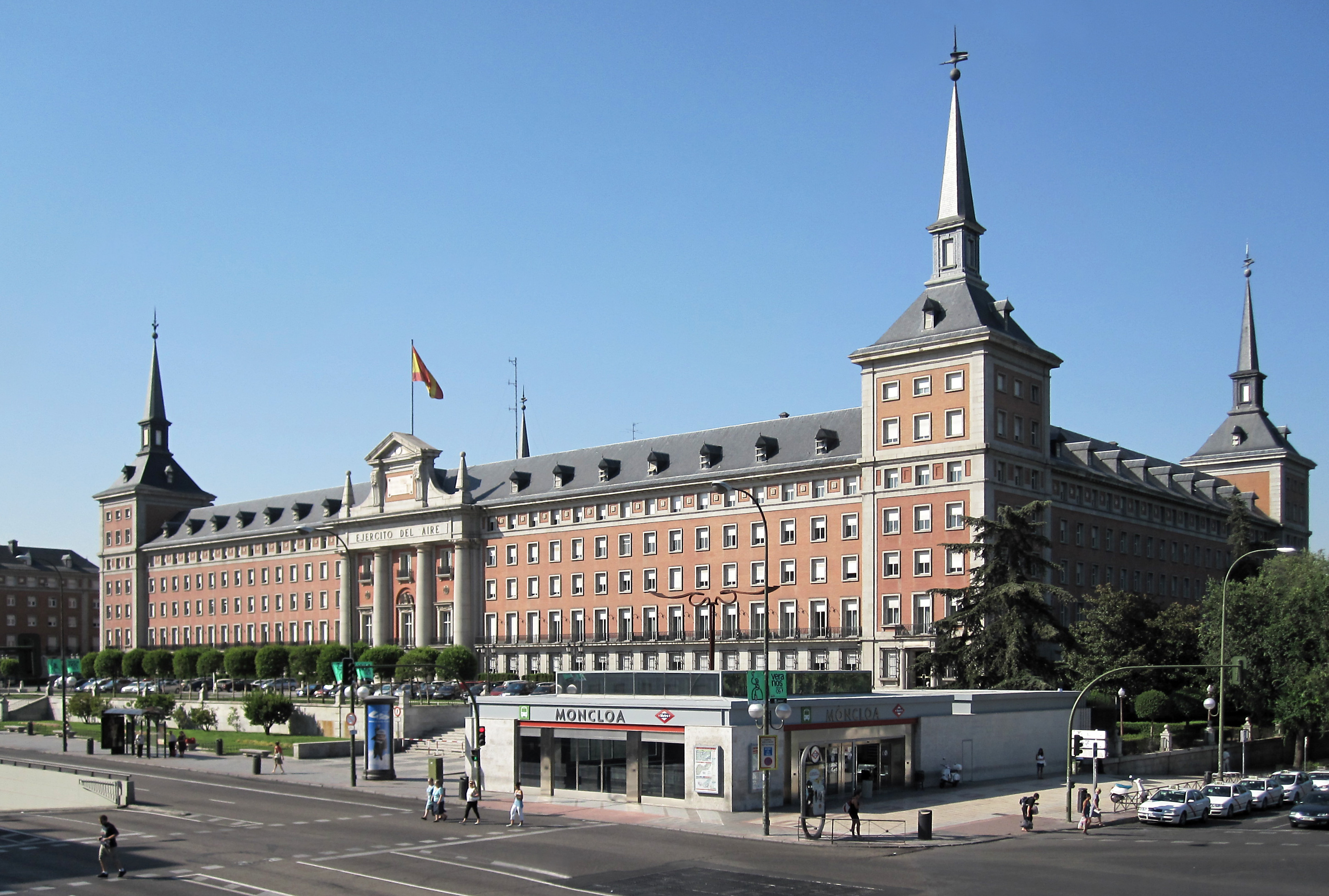
Cuartel General del Ejército del Aire, edificio del siglo, enmarcado en un estilo neoherreriano

En el siglo XX volvió a repuntar, durante la dictadura de Francisco Franco. La plaza de la Moncloa, en Madrid, presidida por la sede del Ejército del Aire entre numerosas grandes construcciones de la época, simboliza este resurgimiento de la arquitectura herreriana.